# Castiarina spectabilis
Castiarina spectabilis es una especie de escarabajo del género Castiarina, familia Buprestidae. Fue descrita científicamente por Kerremans en 1900.